# Catarina Macario

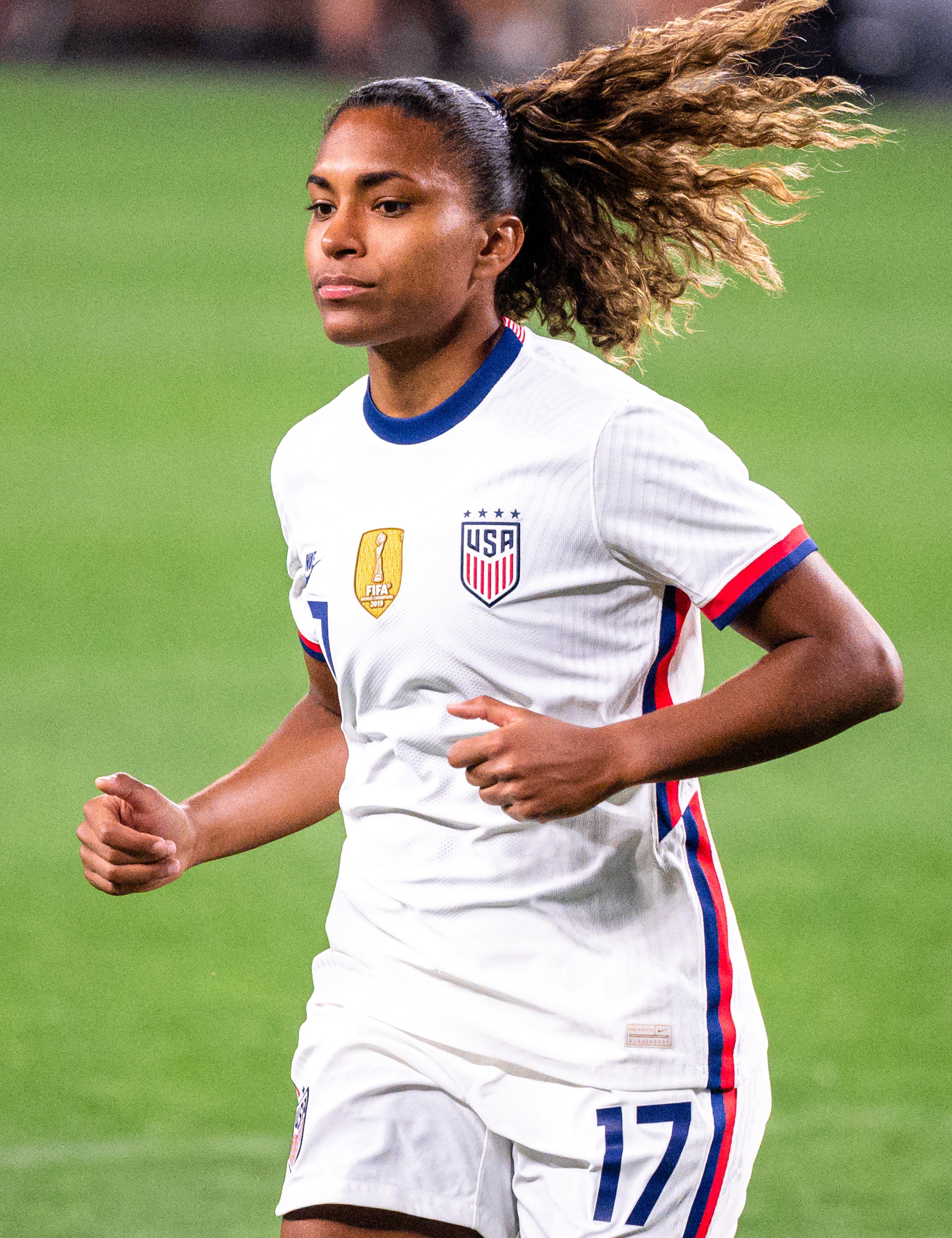
Catarina Macario

Catarina Macario, född 4 oktober 1999, är en amerikansk fotbollsspelare.
Hon blev olympisk bronsmedaljör i fotboll vid sommarspelen 2020 i Tokyo.